# Tunnel de Gibraltar
Le tunnel de Gibraltar ou Afrotunnel est un projet de tunnel sous-marin ferroviaire entre l'Europe et l'Afrique, sous le détroit de Gibraltar, reliant le Maroc et l'Espagne.

## Objectifs

Le réseau ferroviaire LGV en Espagne, non daté

Le réseau ferroviaire (LGV + classique) en 2010 au Maroc

La jonction entre ces deux pays permettrait d'établir un lien direct entre deux continents : l'Europe et l'Afrique. Par ailleurs, cela permettrait de mettre en place un moyen de transport plus rapide que le bateau et moins coûteux[Comment ?] que l'avion. En outre, cela renforcerait la coopération économique déjà existante entre le Maroc et l'Espagne. On pourra citer le tourisme ou encore les échanges commerciaux. Enfin, à plus grande échelle, cela favoriserait davantage d'échanges entre l'Europe et l'Afrique.

### Oppositions
Certaines personnes au Maroc ont posé la question de l'utilité d'un tunnel au coût aussi exorbitant et à la rentabilité plus que douteuse, au vu de la faillite économique du financement du tunnel sous la Manche. Ils avancent qu'une somme aussi importante peut être utilisée de manière plus judicieuse au Maroc, un pays dont les ressources financières sont limitées. À cela, ils ajoutent qu'avec l'ouverture du port de Tanger Med, Algesiras en Espagne n'est plus qu'à 30 minutes des côtes marocaines en bateau. L'avantage alors d'un tel tunnel se révèle moins évident, d'autant plus que ce dernier ne pourra être que ferroviaire (tunnel routier technologiquement irréalisable à cause du problème des gaz d'échappement) nécessitant donc une rupture de charge, avec l'embarquement des voitures sur des wagons navettes, comme c'est le cas avec les ferrys. Cet effet n'est cependant pas forcément négatif, puisqu'il pourrait encourager un transfert modal de la route au rail, moins polluant à quantités égales.

## Historique

### Les premiers projets
L'idée d'un lien fixe entre l'Espagne et le Maroc existe depuis longtemps. Le plus ancien projet de tunnel connu est celui de l'ingénieur Laurent de Villedemil en 1869. Au début du XXe siècle, le percement d'un tunnel sous le détroit de Gibraltar va enflammer les imaginations. Parmi les projets les plus aboutis, on peut citer : le tunnel Tarifa-Tanger de 41 km proposé par Jean-Baptiste Berlier (1895) ; la ligne ferroviaire de l'Algérie à la France via Gibraltar d'Émile Pichon (1905) ; les tubes d'acier submergés de Garcia Faria ; le chemin de fer ibéro-afro-américain du marquis de Camarasa ; ou encore le projet de double tunnel de Carlos Ibáñez de Ibero (1908).
Le « tunnel intercontinental de Gibraltar » proposé par Berlier (1895) avait pour objectif presque exclusif l’Algérie.

### Tentative de percement
En 1918, Alphonse XIII d'Espagne démarche les gouvernements de Paris et de Londres pour lancer le projet, mais la crise de 1919 le fait renoncer.
En 1926, le lieutenant Pedro Jenevois parvient à relancer le projet avec l'appui des gouvernements français et espagnol. Deux puits d'exploration de 400 m de profondeur sont alors forés à Tarifa et à la pointe Altares de Tanger, mais la proclamation de la seconde République espagnole et la crise financière entrainent le gel du projet, malgré une tentative de réactivation en 1932. Ainsi, en 1931 plusieurs navires chargés de matériels de sondage débarquent à Tanger, pour démarrer les travaux d'étude sous la supervision du géographe espagnol Mendoza.

### Reprise des démarches
Dans les années 1950, l'ingénieur Alfonso Peña Boeuf propose de construire un pont sur le détroit.
La décision de mener les premières études de faisabilité fut prise dans le cadre des accords bilatéraux signés par le roi du Maroc Hassan II et le roi d'Espagne Juan Carlos en 1979 ; les gouvernements du Maroc et de l'Espagne souhaitant un rapprochement économique et politique caractérisé par la construction d'un ouvrage commun aux deux pays. Plusieurs autres accords entre les deux pays, en 1980 et 1989, rappelaient ce projet avec la création par les deux gouvernements d'un « Comité mixte hispano-marocain chargé de l'étude de faisabilité d'une liaison fixe Europe-Afrique à travers le détroit de Gibraltar » et de deux sociétés, l'une marocaine, la SNED, et l'autre espagnole, la SECEG SA, pour porter ces études.
L'idée alors la plus courante était celle d'un pont. Un des projets avancés avait été imaginé par un cabinet d'ingénierie californien (OPAC) et par le professeur Lin, au milieu des années 1990.
Il prévoyait une combinaison de ponts suspendus avec des portées de plus de 5 000 mètres et une hauteur de piles centrales de plus de 300 mètres, dépassant de très loin tout ce qui existe actuellement. En effet, le détroit a par endroits une profondeur de 300 mètres et une longueur d'environ 14 kilomètres à son point le plus étroit. Mais le doute sur la faisabilité et le coût d'un tel pont (estimé alors à 15 milliards de dollars) firent que le projet ne fut pas retenu.
D'autres projets, restant souvent à l'état de dessins, virent le jour. On peut citer celui de l'ingénieur américain Eugene Tsui qui était la combinaison d'un tunnel et d'une île flottante. Cette solution posait aussi problème en raison du grand nombre de navires franchissant le détroit et des forts courants océaniques.
Ces différents projets firent l'objet d'un documentaire sur Discovery Channel Engineering the Impossible - Part 1.
L'idée d'un tunnel routier fut aussi abandonnée à cause de difficultés techniques insurmontables liées à la ventilation et à l'extraction des gaz d'échappement.
En 1996, l'idée retenue est celle d'un tunnel ferroviaire, solution alors adoptée ailleurs dans le monde pour des projets de tunnels aussi longs et que les nouvelles technologies de tunnelier permettaient. Son fonctionnement serait similaire au tunnel sous la Manche avec le passage de trains de marchandises et de passagers et celui de rames-navettes transportant voitures et camions entre les deux gares terminales aux extrémités du tunnel. L'écartement des rails dans le tunnel serait standard, l'Espagne abandonnant progressivement les voies larges (écartement ibérique).
En février 2023, après la réunion bilatérale de haut niveau entre l'Espagne et le Maroc, les gouvernements marocain et espagnol se sont résolus à relancer le projet du tunnel ferroviaire sous-marin sous le détroit de Gibraltar.
En janvier 2025, l'Espagne a lancé une nouvelle étude de faisabilité pour le tunnel sous-marin reliant le Maroc à l'Espagne. La société allemande Herrenknecht a été sélectionnée pour réaliser cette étude, qui devrait être finalisée d'ici juin 2025. Le projet prévoit un tunnel ferroviaire de 42 kilomètres, dont 27,8 kilomètres sous le détroit de Gibraltar, reliant Punta Paloma près de Tarifa en Espagne à Malabata près de Tanger au Maroc.

## Planification

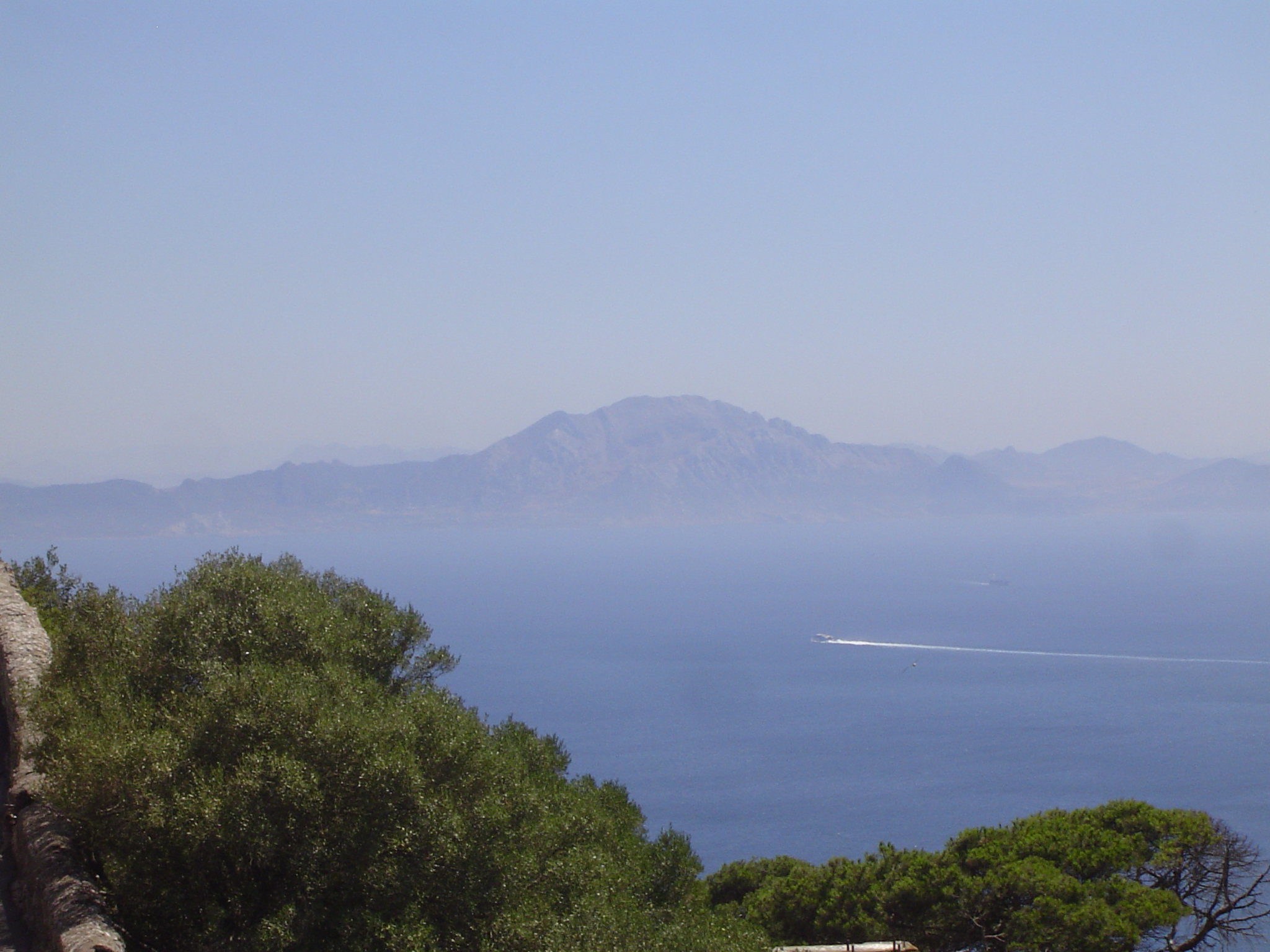
Photo du détroit vu du rocher de Gibraltar. Les montagnes marocaines du Rif sont en arrière-plan.

En décembre 2003, l'Espagne et le Maroc signent un accord pour étudier la possibilité d'un tunnel ferroviaire sous-marin connecté à leurs réseaux ferrés respectifs. Une étude de trois ans pour un tunnel ferroviaire est alors lancée conjointement par les gouvernements espagnol et marocain. Cette étude est pilotée par le comité mixte déjà créé.
En 2004, un projet prend réellement forme c'est-à-dire relier Tarifa (Espagne) et Malabata (région de Tanger) par un tunnel sous-marin ferroviaire, l'Afrotunnel, long de 38 kilomètres dont 28 sous la mer à une profondeur de 400 mètres (une profondeur plus importante que celle du tunnel sous la Manche).
En 2006, les ingénieurs participant au projet ont déclaré que le tunnel pourrait être mis en service à l'horizon de 2025, sous réserve de faisabilité technique. Fin 2006, Lombardi Engineering Ltd, une société suisse d'ingénierie, est retenue pour concevoir le tunnel. Les études préliminaires se sont terminées courant 2008.
En mai 2007, Karim Ghellab, ministre marocain des Transports, a indiqué que 30 millions de dollars avaient déjà été dépensés dans les études géologiques et physiques. L'état d'avancement des études a été présenté lors d'une rencontre entre les premiers ministres espagnol et marocain à Rabat en mars 2007. Une étude sur l'impact socio-économique du tunnel a été lancée en mai, mais aucune date du lancement du projet de construction n'a été fixée. Il a également indiqué que la Banque mondiale, la Banque européenne d'investissement, des fonds arabes de financement et le Fonds africain de développement souhaitent contribuer au financement de la construction de ce tunnel. Le Maroc et l'Espagne sont d'accord pour la création d'un consortium ouvert aux bailleurs de fonds internationaux.
Une demande de financement a été soumise à l'Union Européenne le 13 octobre 2008, durant le Conseil d’Association UE-Maroc, les instances européennes n'ont pas donné de suite à cette requête. En 2007, le tunnel avait été mentionné par la Commission Européenne, à la demande du Maroc, comme un projet de développement possible dans le cadre de la politique européenne de voisinage (PEV). Ce programme ne bénéficiant que d'un budget limité, une participation effective de l'UE nécessiterait un accord de financement entre l'Espagne et l'Union au titre du FEDER.
En mai 2009, le Conseil économique et social des Nations unies a remis un rapport qui pointe la difficulté technique du projet et les incertitudes sur sa viabilité économique. Il recommande d'engager des études complémentaires pour évaluer ces difficultés et donc l'opportunité d'entreprendre des investissements plus importants.
Fin 2008, des études géologiques ont révélé la présence de deux zones argileuses susceptibles de compromettre la faisabilité du tunnel. Il a été proposé de forer une galerie de reconnaissance depuis la côte marocaine pour vérifier la nature exacte de ces zones argileuses, ce qui coûterait environ un milliard de dollars et prendrait huit ans.

## Aspects techniques
Compte tenu du trafic maritime très important dans la zone du détroit de Gibraltar, ainsi que des risques de collision et d'intempéries, il a été choisi de construire un tunnel sous-marin. Le tracé a été établi en considérant la distance et la profondeur du tunnel, ainsi que les conditions géologiques. Le moyen de transport retenu est le train, car celui-ci comporte moins de risques de défaillance qu'une série de véhicules.
Les principales différences entre la construction de ce tunnel et celui sous la Manche sont la profondeur de la mer et les conditions géologiques. La zone du détroit est moins stable que dans le pas de Calais et plusieurs tremblements de terre majeurs ont été recensés dans la zone du détroit. En 2013, la SECEG SA et la SNED, les deux sociétés chargées de l’étude de faisabilité, sortent un document actualisé du projet qui tient compte des récentes découvertes géologiques, en précisant que la solution retenue nécessite un complément d’études géotechniques. Selon ce document, le tunnel ferroviaire se composera de deux tubes et d'une galerie centrale de service. Il mesurera 38,7 km de long (42 kilomètres de gare à gare) dont 27,8 en tunnel sous-marin. La profondeur maximale du tunnel sera de près de 500 m, avec une couverture minimale au point le plus bas de 175 m. Ceci en ferait le tunnel sous-marin le plus profond du monde, record actuellement détenu par le tunnel de Ryfast, en Norvège, qui se situe à 292 mètres sous le niveau de la mer. Le tunnel sera construit entre le cap Malabata près de Tanger et la pointe Paloma, près de Tarifa, 40 km à l'ouest de Gibraltar. La première idée de choisir l'endroit le plus étroit du détroit fut abandonnée à cause des 900 mètres de profondeur atteints à cet endroit.
Chaque galerie ferroviaire sera à voie unique et aura un diamètre de 7,9 m. La galerie de service aura un diamètre de 6,0 m et sera reliée aux deux galeries ferroviaires par des voies d'accès tous les 340 mètres destinées à l'entretien et au secours. La circulation maximale autorisée ne sera que d'un train sur chaque voie, par souci de sécurité. La traversée ne devrait pas excéder 30 minutes d'un bout du tunnel à l'autre. En 2013, les prévisions de trafic pour 2030 étaient de 9,6 millions de passagers et 7,4 millions de tonnes de marchandise.
La totalité du tunnel serait forée par des tunneliers spéciaux qui seront construits pour sa réalisation. Après chacun de leur passage, le tunnel sera recouvert en intégralité d'une couche de béton armé. Deux forages seraient effectués respectivement du côté espagnol et marocain. La galerie de service serait creusée par deux tunneliers qui se rejoindront au milieu du tunnel. Les deux autres galeries correspondant aux futures voies de transport seraient creusées par les deux tunneliers restants qui ne feraient que se croiser[réf. souhaitée].
Sa construction pourrait prendre 15 ans. Aucune donnée officielle sur le coût du projet n'a été annoncée mais selon d'anciennes estimations, le coût pour un tel tunnel serait d'au minimum 5 milliards d'euros. À titre de comparaison, le creusement du tunnel sous la Manche avait duré 6 ans et coûté 15 milliards d'euros.